# Frank-Peter Weiß
Frank-Peter Weiß (* 3. März 1951 in Gröningen) ist ein deutscher Physiker. Seit 1994 ist er Professor an der TU Dresden.

## Leben
Nach einem Studium der Physik an der TU Dresden (ab 1969), welches er 1973 mit dem Diplom abschloss, war Weiß zwischen 1983 und 1990 wissenschaftlicher Mitarbeiter für Reaktorphysik und Reaktordiagnostik am Zentralinstitut für Kernforschung in Rossendorf. Währenddessen promovierte er 1986 zum Thema „Anwendung einiger Verfahren der Mustererkennung für die rauschdiagnostische Schadensfrüherkennung an Kernkraftwerken“ an der Akademie der Wissenschaften der DDR und war ab 1990 Leiter der Abteilung für Sicherheitsforschung des Zentralinstituts für Kernforschung Rossendorf. Nachdem er 1992 Direktor ebendieses Instituts wurde, folgte Frank-Peter Weiß im Jahr 1994 dem Ruf auf die Professur für Anlagensicherheit am Institut für Energietechnik der Fakultät Maschinenwesen der Technischen Universität Dresden.
Von 2010 bis 2016 war Weiß wissenschaftlich-technischer Geschäftsführer der Gesellschaft für Anlagen- und Reaktorsicherheit.

## Werke (Auswahl)
- Anwendung einiger Verfahren der Mustererkennung für die rauschdiagnostische Schadensfrüherkennung an Kernkraftwerken, Rossendorf bei Dresden: Akademie der Wissenschaften der DDR, Zentralinstitut für Kernforschung, 1985.
- Anwendung einiger Verfahren der Mustererkennung für die rauschdiagnostische Schadensfrüherkennung an Kernkraftwerken, Berlin: Akademie der Wissenschaften (Dissertation), 1986.